# راديو بلجيكا

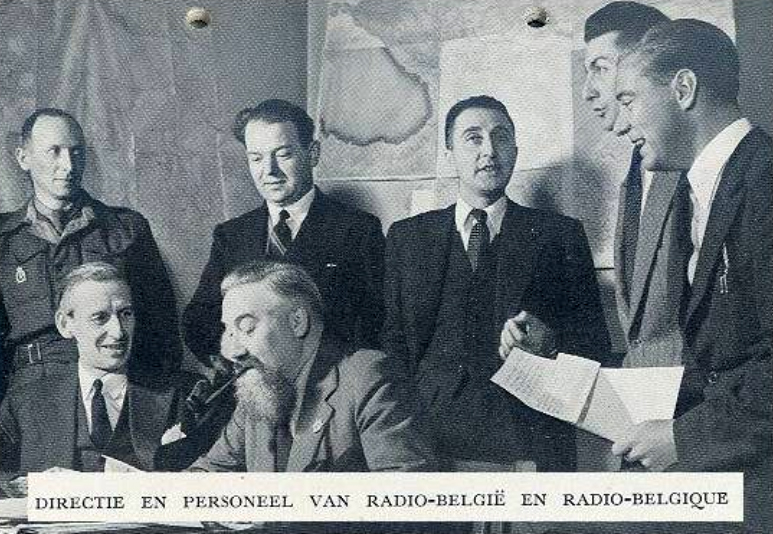
طاقم راديو بلجيك في لندن سبتمبر 1944 (بي بي سي)

كانت إذاعة راديو بلجيك (الفرنسية) وراديو بلجيكا (هولندية) بثين إذاعيين تم نقلهما إلى بلجيكا المحتلة من قبل ألمانيا من لندن خلال الحرب العالمية الثانية. تم إنتاجه بدعم من الحكومة البلجيكية في المنفى وشكل جزءًا من خدمة بي بي سي (الإذاعات العالمية لهيئة الإذاعة البريطانية).

## خلفية
في 10 مايو 1940، غزت القوات الألمانية بلجيكا المحايدة. بعد 18 يومًا من القتال، استسلم الجيش البلجيكي مع الملك ليوبولد الثالث ووضعت البلاد تحت الاحتلال الألماني. هربت الحكومة البلجيكية، أولاً إلى فرنسا ثم إلى المملكة المتحدة، حيث شكلت حكومة في المنفى في لندن. محطة الإذاعة البلجيكية الوطنية، آر تي بي إف قامت (INR) بتخريب أجهزة الإرسال الخاصة بها وتم حظرها من قبل الألمان  الرغم من أن العديد من موظفي INR اتبعوا الحكومة إلى لندن.

## راديو بلجيكا
تأسس راديو بلجيكا في 28 سبتمبر 1940 ويبث باللغتين الفرانسية والهولندية تم وضع الخدمة الفرانسية تحت سيطرة فيكتور دي لافليلي (وزير سابق في الحكومة الليبرالية), بينما تم تعيين جان مودويل مسؤولا عن الخدمة الهولندية. تم تأسيس وكالة BELGA
في 14 يناير 1941، وزير مجلس الوزراء البلجيكي السابق فيكتور دي لافيلي، المعروف باختراع حملة علامة النصر، أصبح مذيعًا في راديو بلجيكا وبدأت في تشجيع استخدام الرمز الخامس في بلجيكا المحتلة. كان مسؤولاً عن اختراع أحد أبرز شعارات المحطة، «سوف نحصل عليهم، البواخر ألمان». في عام 1942، ألقى شارل ديغول خطابًا في راديو بلجبيكا، الاحتفال بالصداقة الفرنسية البلجيكية.
على الرغم من حظره من قبل المحتلين الألمان، تم الاستماع إلى الإذاعة إليها من قبل غالبية البلجيكيين، أكثر بكثير من المحطات المعتمدة رسميًا (مثل راديو بروكسل) التي تبث الدعاية الألمانية. الصحفي وعضو المقاومة البلجيكية السابق باول إم جي ليفي عمل أيضًا في الإذاعة.

## الرد الألماني
إدراك التأثير المحتمل من راديو بلجيكا تمكن الألمان من السيطرة على المعلومات في البلد المحتل، وسرعان ما أنشأ الألمان محطات إذاعية تعاونية، تستهدف أيضًا الجمهور البلجيكي، باستخدام الأصول المتبقية من INR ،  راديو بروكسل بالفرانسية واللغة الهولندية Zender Brussel . قام الألمان بإخراج حواجز الراديو لتعطيل الإشارة وجعلوا يستمعون إلى الإذاعة غير قانوني في ديسمبر 1940.

## انتشر راديوي في بلجيكا
خلال المراحل اللاحقة من الحرب العالمية الثانية، رعت الحكومة البلجيكية إنشاء مذيع إذاعي جديد، Radiodiffusion National Belge (RNB)، التي تبث من لندن ونيويورك، ولاحقًا من ليوبولدفيل مينشاسا في الكونغو البلجيكية. ومع ذلك، لم يبدأ استقباله في بلجيكا إلا من سبتمبر 1944 أثناء التحرير وبعد ذلك بوقت قصير راديو بلجيكا تمت إزالته من الهواء.